# Омол
Омол (на шведски: Åmål, шведското произношение е най-близко до Оомоол) е град в югозападната част на Швеция, лен Вестра Йоталанд. Главен административен център на едноименната община Омол. Разположен е на северния бряг на езерото Венерн. Намира се на около 300 km на югозапад от столицата Стокхолм и на около 150 km на североизток от центъра на лена Гьотеборг. Получава статут на град на 1 април 1643 г. Има жп гара. Населението на града е 9065 жители според данни от преброяването през 2010 г.
Градът е побратимен с лудогорския град Кубрат, където е изграден едноименен парк.